# Kasenga (cours d'eau)
La Kasenga est une rivière de la ville d'Uvira, elle sépare le quartier Kasenga au quartier Kanvinvira  au Sud-kivu en République démocratique du Congo. Elle prend sa source dans les hauts plateaux de Minembwe (dans la chaine de Mitumba), et se jette dans le lac Tanganyika.

## Géographie
Elle est la plus longue rivière  de la ville d'Uvira.